# Cmentarz żydowski w Oświęcimiu
Cmentarz żydowski w Oświęcimiu – cmentarz żydowski znajdujący się w Oświęcimiu, u zbiegu ulic Dąbrowskiego i Wysokie Brzegi. Cmentarz zajmuje powierzchnię 1,7 ha, znajduje się na nim ponad 1000 macew, z których najstarsza pochodzi z 1757 roku. Ostatni pochówek odbył się w 2000 roku.

## Historia

### Powstanie cmentarza i zmiana lokalizacji, XVI–XIX wiek
Kirkut w Oświęcimiu został założony w połowie XVIII wieku. Poprzedzał go wcześniejszy cmentarz, powstały około 1588 roku (zachowane dokumenty wskazują, że w tym roku przekazano lokalnej społeczności żydowskiej grunt pod budowę cmentarza i synagogi). Ów pierwotny cmentarz zamknięto pod koniec XVIII wieku w związku z ówczesnymi przepisami nakazującymi przeniesienie cmentarzy poza obręb miast. W 1784 r. wytyczono w Oświęcimiu miejsce pod nowy cmentarz żydowski, istniejący obecnie.

### II wojna światowa
Podczas II wojny światowej, w lipcu 1941 roku cmentarz został zamknięty przez okupacyjne władze niemieckie, a następnie niemal całkiem zdewastowany przez hitlerowców. Macewy były wykorzystywane jako materiały budowlane, wrzucane do rzeki Soły, porzucane w innych miejscach w mieście. Lokalni mieszkańcy znajdowali je w różnych lokalizacjach po zakończeniu wojny. Niektóre nagrobki wróciły po wojnie na teren cmentarza. 
W czasie drugiej wojny światowej niszczenie cmentarzy miało na celu wymazanie kultury żydowskiej. Aby jeszcze bardziej upokorzyć społeczności żydowskie, naziści często zmuszali Żydów do udziału w rozbijaniu i ponownym wykorzystywaniu macew – m.in. zmuszali ich do pracy przymusowej przy naprawie dróg, chodników i budowli, korzystając z m.in. nagrobków jako materiałów budowlanych.
Ponadto, władze okupacyjne okroiły teren cmentarza z trzech stron, zmniejszając znacząco jego powierzchnię. Na terenie wcześniej należącym do cmentarza założono obóz barakowy dla robotników przymusowych. Pozostałościami z okresu II wojny światowej są m.in. dwa betonowe schrony przeciwlotnicze. 

### II połowa XX wieku
Po zakończeniu wojny mimo powrotu do miasta małej grupy ocalonych Żydów na cmentarzu nie odbył się żaden pochówek. Niewielka grupa żydowskich mieszkańców, którzy powrócili do Oświęcimia po wojnie, zainicjowała działania mające na celu uporządkowanie terenu cmentarza i jego odnowienie. W tym okresie częściowo uporządkowano teren cmentarza i odnowiono okalający go mur (brak ogrodzenia przyczyniał się do przypadków kradzieży). W tym okresie powstała koncepcja kolejnych przenosin cmentarza, czemu zabobiegła inicjatywa Leona Schönkera, przewodniczącego Żydowskiej Kongregacji Wyznaniowej w Oświęcimiu, który wnioskował, by pozostawić istniejący teren jako cmentarz zabytkowy. 
W latach 70. i 80. XX wieku cmentarz był wielokrotnie dewastowany przez okolicznych wandali. 
W latach 1987–1988 roku cmentarz został odnowiony i uporządkowany. Wkrótce na grobach rodziny Scharfów wystawiono ohel, który ufundował Asher Scharf z Nowego Jorku.  

### Początek XXI wieku
W 2000 r. na cmentarzu odbył się pochówek ostatniego żydowskiego mieszkańca Oświęcimia, Szymona Klugera (zm. 26 maja 2000). Jego ciało złożone zostało w specjalnie zbudowanym ohelu. W latach 2003–2004 cmentarz został ponownie uporządkowany.

## Pochowani i nagrobki
Wśród osób pochowanych na Cmentarzu Żydowskim w Oświęcimiu są:
- Jakub Haberfeld (1839–1904) – prezes Izraelickiej Gminy Wyznaniowej w Oświęcimiu, radny, właściciel fabryki wódek i likierów (Fabryka Wódek i Likierów Jakóba Haberfelda).
- Józef Thieberg (1855–1916). Nagrobek Józefa Thieberga znaleziono przy okazji rozbiórki jednego z pomników na cmentarzu katolickim w pobliżu Oświęcimia. Thieberg był radnym Oświęcimia i przewodniczącym Gminy Wyznaniowej w Oświęcimiu w latach 1910–1916.[3]
- Wiktor Owadja Leibler (1869–1929) – właściciel hotelu Herz w Oświęcimiu, radny i działacz organizacji syjonistycznych. Liebler był również jednym z założycieli gimnazjum w Oświęcimiu (obecnie liceum im. ks. Stanisława Konarskiego w Oświęcimiu) i aktywnym członkiem Czerwonego Krzyża[3].

## Formy nagrobne
Przeważającą formą na cmentarzu żydowskim w Oświęcimiu są klasyczne płaskie macewy wykonane z piaskowca. Ze względu na materiał, nagrobki te z czasem często ulegają stopniowemu rozwarstwieniu i zniszczeniu. Inne formy obecne na cmentarzu to obeliski oraz niewielkie pionowe płyty nagrobne. 
Na nagrobkach często umieszczane były także przedstawienia dekoracyjne lub symboliczne, związane z symboliką i mistyką judaizmu. Najczęściej pojawiające się symbole na cmentarzu oświęcimskim to motyw korony, drzewa palmowego i pięcioramiennego świecznika. 

### Macewy
Macewy na cmentarzu mają typowy kształt stojącego prostokąta zamkniętego półkolistym łukiem, lub czasem zamkniętego dwuspadowo. Zwieńczenie najczęściej zawiera elementy dekoracyjne, symboliczne lub formułę wstępną inskrypcji. W przypadku niektórych nagrobków część tekstowa jest oddzielona od zwieńczenia profilowanym gzymsem. Na ścianie przedniej macewy znajduje się napis, na ogół w języku hebrajskim. Na kilku grobach małżeństw umieszczono bliźniacze macewy zamknięte półkolistymi łukami.
Na terenie cmentarza odnaleziono nagrobek Abrahama Aby – jest to najstarsza macewa znaleziona na terenie cmentarza, obecnie odrestaurowana i włączona do ekspozycji Muzeum Żydowskiego w Oświęcimiu. Abraham Aba zmarł 21 października 1757 roku.

### Obeliski
Obelisk to monolityczny czworoboczny słup, zwężający się ku górze i ścięty u szczytu, na cokole i postumencie. Napisy umieszczane są zarówno na postumencie, jak i w górnej części obelisku (gdzie również umieszcza się elementy ozdobne i symboliczne). Tego rodzaju pomniki fundowane były przez bardziej zamożnych mieszkańców miasta (m.in. rodzinę Haberfeldów).

### Stele
Formę steli tworzą pionowe płyty zamknięte dwiema półkolumnami i zwieńczone frontonem, najczęściej w kształcie łuku lub trójkąta. Pomiędzy półkolumnami najczęściej znajduje się tablica inskrypcyjna, a w zwieńczeniu – przedstawienia symboliczne.

## Galeria zdjęć
- Najstarsza macewa na Cmentarzu Żydowskim w Oświęcimiu - nagrobek Abrahama Aby - audiodeskrypcja

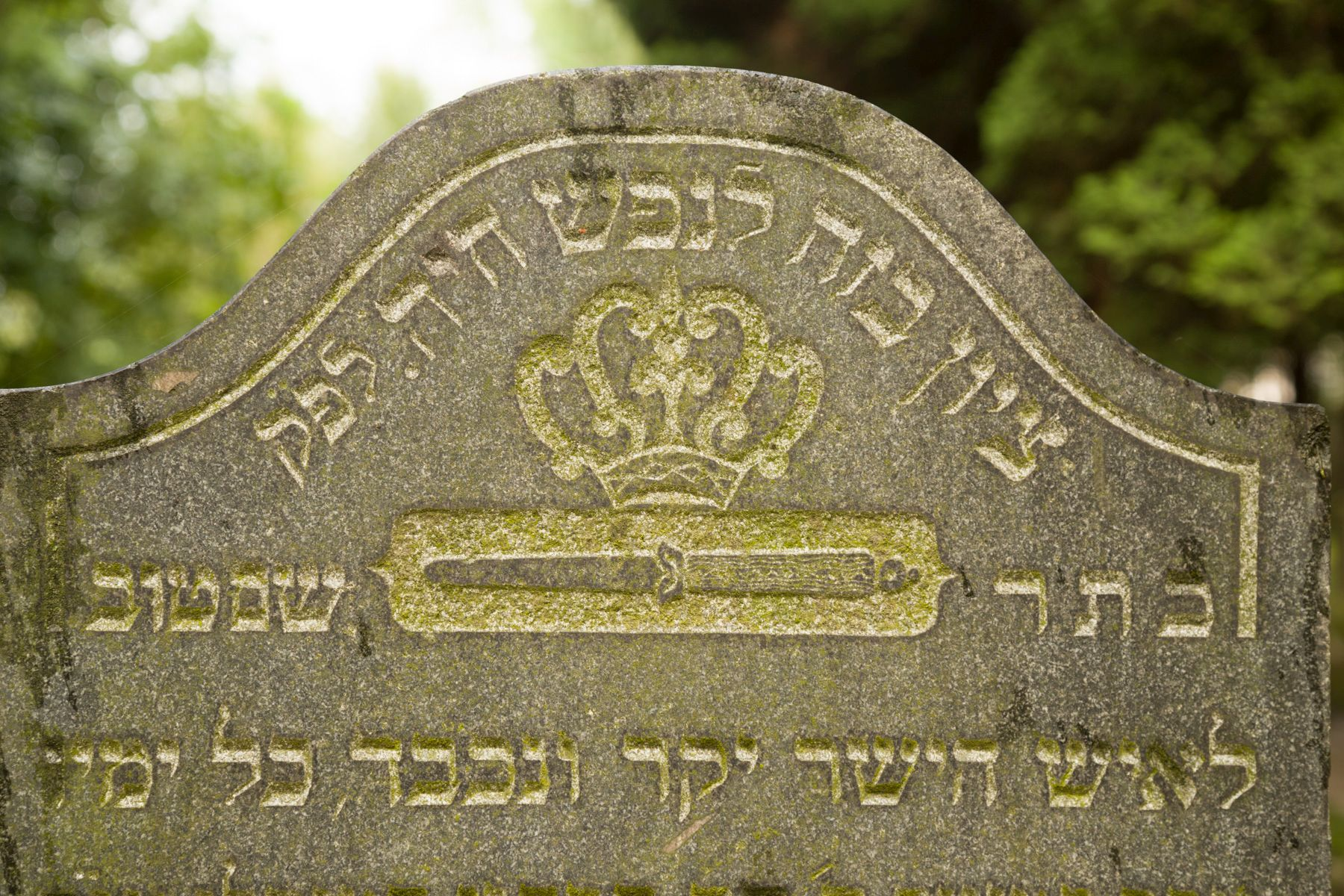
Fragment macewy
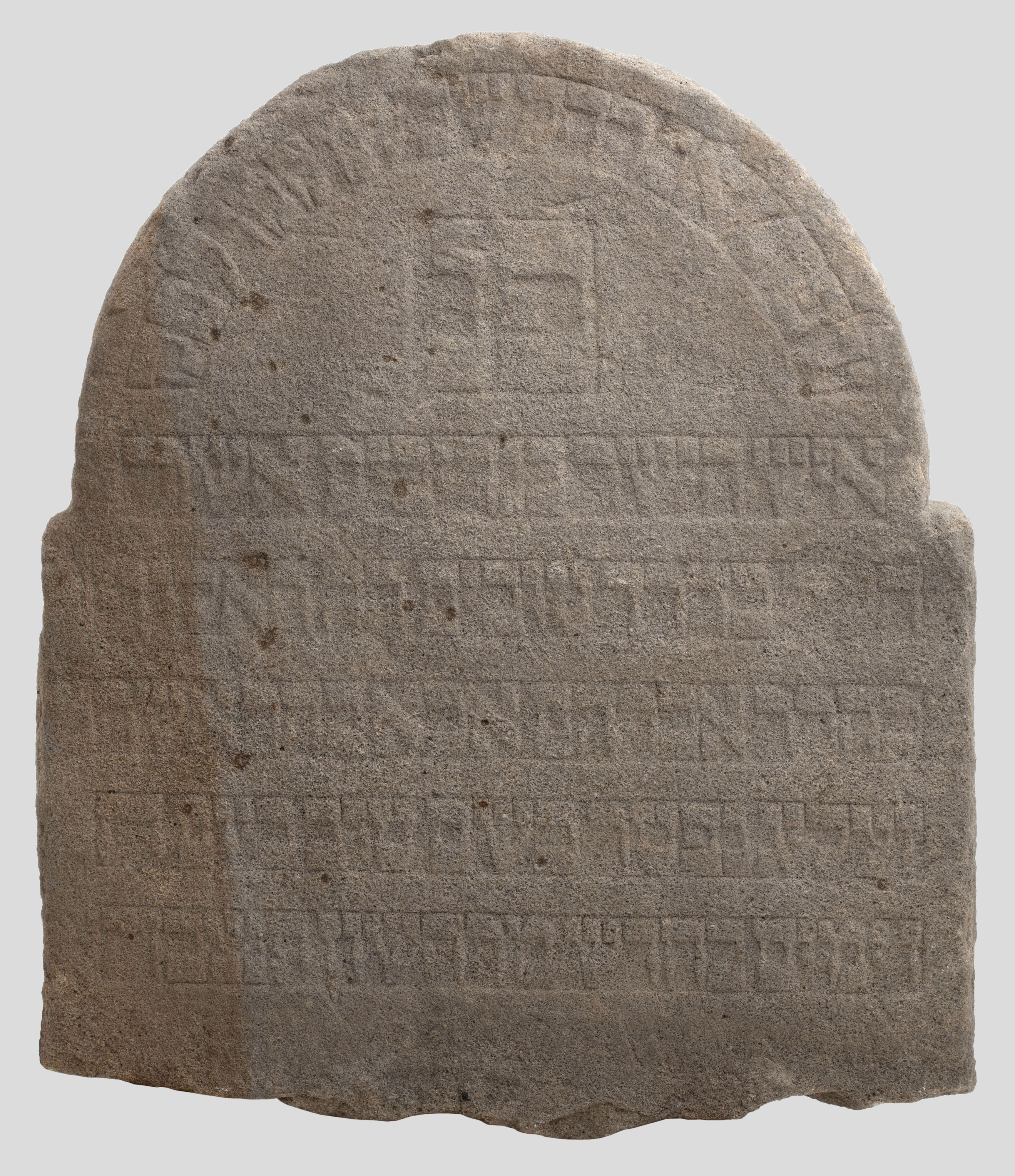
Nagrobek Abrahama Aby z widoczną inskrypcją w języku hebrajskim
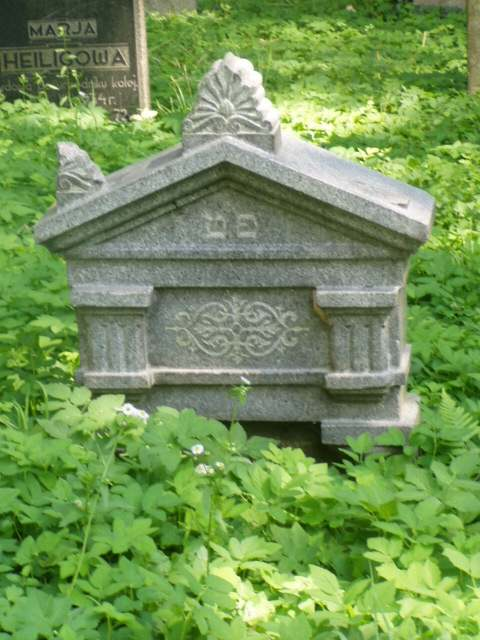
Nagrobek w formie steli na cmentarzu żydowskim w Oświęcimiu
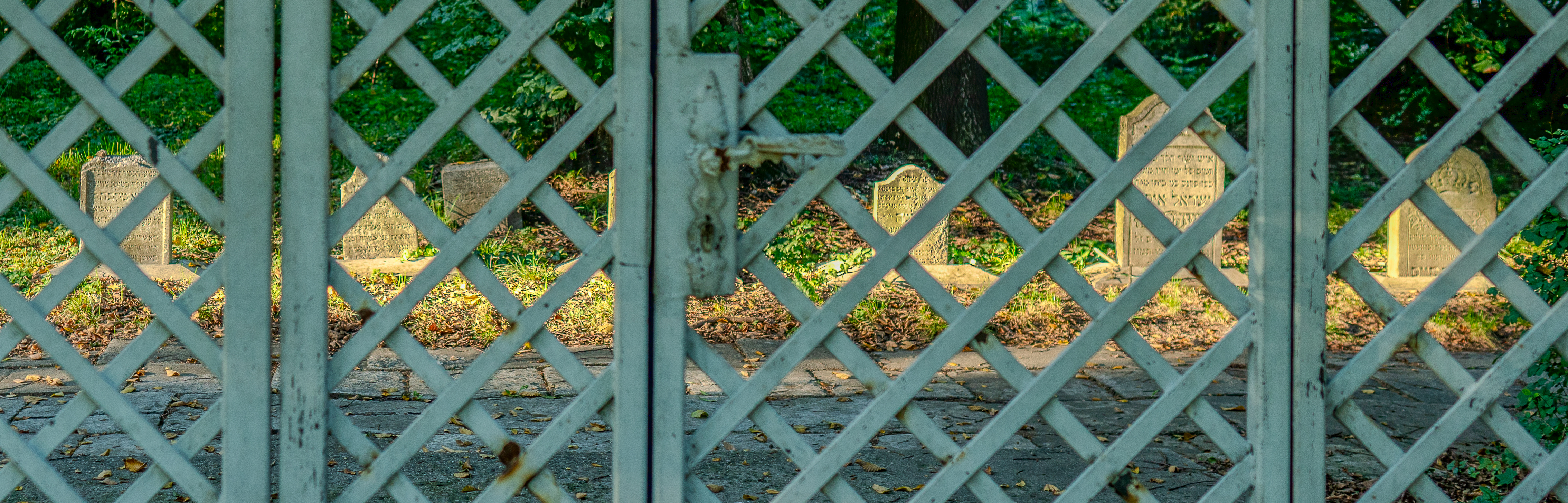
Ogrodzenie